# Labette, Kansas
Labette là một thành phố thuộc quận Labette, tiểu bang Kansas, Hoa Kỳ. Năm 2010, dân số của xã này là 78 người.

## Dân số
Dân số các năm:
- Năm 2000: 68 người
- Năm 2010: 78 người